# Замок Нули
Замок Нули (груз.: ნულის ციხე) — крепость и фортификационно-жилое здание в селении Нули муниципалитета Тигви, края (мхаре) Шида-Картли, ныне расположен на территории самопровозглашенной Южной Осетии. Принадлежал княжескому дому Багратиони-Давитишвили.

## История
Сведения о строительстве крепости в Нули в исторических источниках отсутствуют. Только из документов XVI-XVII веков мы понимаем, что замок принадлежал боковой ветви царской династии Багратионов, княжеской семье Багратион-Давитишвили.
В одном из таких документов, датированном 1658-1876 годами, указано, что: «Элизбар и Константин Давитишвили делят имение и дворец, а башню и церковь оставляют под общим управлением».
Два документа 1596 года свидетельствуют, что крепость является имением князей Давитишвили, с проживающим в ней дворянином Херхеулидзе. Впоследствии, царь Симон отдал Нули семье Багратион-Давитишвили.

## Описание замка
Замок стоит на холме высотой 30 метров, на левом берегу реки Дваницкали. Замок построен из булыжника и плоского камня.
Сохранились фрагменты стен замка и жилых построек. Координаты 42°12′22″ с. ш. 43°51′22″ в. д.
Замок многоярусный. Сначала возвели небольшую четырёхугольную крепость, затем большую четырёхугольную башню в её западной части. Современной им является церковь, расположенная к востоку от этих построек. Позже первая крепость и церковь были окружены стенами нового замка. Позже внутри ограды был построен дворец, а за её пределами, восточнее, жилые и сельскохозяйственные постройки. Также было построено большое двухэтажное здание.
Оригинальный замок четырёхугольный, его размеры: 16,5х12,2 м. Узкий вход расположен в северной стене. Замок имеет пару полукруглых контрфорсов на северном и южном склонах. Сохранилась только нижняя часть стен замка, поэтому его высоту определить невозможно.
Прямоугольная башня частично пристроена к западной стене замка. От него сохранились следы трех стен, а высота четвёртой достигает около 10 метров. На этой стене не видно бойниц.
Стена первого этажа глухая; на втором этаже размещена квадратная ниша, а на третьем этаже вырезана дверь. До сих пор сохранились гнезда балконного аиста. Позже в юго-восточном углу башни был построен конусообразный контрфорс.

## Церковь имени Святой Марины
Церковь расположена на востоке замка. Церковь прямоугольная, размерами 6,50х5,0 м, законченная на востоке полукруглой апсидой, в центре которой прорезано прямоугольное окно. У основания окна находится столовый камень. В апсиде с севера и юга расположены прямоугольные ниши. Святилище отделено от зала плечами. Раковина слегка уплощена.
Церковное помещение полуцилиндрическое. Узкий архитравированный вход с юга. На камне архитрава рельефное изображение креста. Крест помещен полукругом. Полушария изображены по обе стороны западного плеча креста.

## Дворец князей Багратион-Давитишвили
Дворец, расположенный между замком и церковью, построен на искусственном фундаменте. Дворец построен из кирпича на известковом растворе; В плане это прямоугольник. По руинам видно, что дворец состоит из большого зала и жилых комнат. Зал прямоугольный. В верхней части стен сохранились следы сводчатой кровли. Стены зала разделены арками. На северной стене пять арок. Средняя арка почти в два раза шире боковых. Две боковые дуги проколоты. В средней арке устроен полукруглый широкий камин. Западная стена также разделена тремя арками.
Малый зал на юго-востоке восьмиугольный. Здание имеет высокие арочные дверные и оконные проемы со всех четырёх сторон. Углы сторон зала решаются по-разному. В юго-восточном углу находится широкий камин. Глубокие квадратные ниши размещены в нижнем ярусе, а ниши поменьше — в верхней, средней части. Все арки дворца завершены.

### Двухэтажный жилой дом
Двухэтажный жилой дом – лучше всего сохранившийся из построек за пределами крепостных стен. Здание прямоугольное. Вход прорезан в южной стене первого этажа. Северная стена глухая. Ниши в продольных стенах расположены симметрично.
В западной стене двенадцать ниш, в восточной – одиннадцать, но с той разницей, что дымоход размещен в южной части восточной стены. От антресольного потолка сохранились лишь змеевиковые вкрапления, а от второго этажа — незначительный фрагмент. В качестве строительных материалов используются плоский камень и кирпич.